# Giuseppe Casari
Giuseppe Casari (Martinengo, 10 de abril de 1922 − ibídem, 12 de noviembre de 2013) fue un  futbolista italiano. Se desempeñaba como guardameta.

## Trayectoria
Realizó las inferiores en el Atalanta, debutando en el primer equipo en 1944.
En 1950 fue contratado por el SSC Napoli y en 1953 fichó con el Padova. Sumó 251 presencias en total en la Serie A italiana.

## Selección nacional
Fue internacional con la Selección italiana. Disputó 2 partidos con la Selección B y 6 con la selección mayor. Participó en los Juegos Olímpicos de Londres 1948 y fue convocado para el Mundial de Brasil 50.

### Participaciones en Copas del Mundo
| Mundial                        | Sede   | Resultado     |
| ------------------------------ | ------ | ------------- |
| Copa Mundial de Fútbol de 1950 | Brasil | Primera ronda |

## Clubes
| Club          | País   | Año         |
| ------------- | ------ | ----------- |
| Atalanta BC   | Italia | 1944 - 1950 |
| SSC Napoli    | Italia | 1950 - 1953 |
| Calcio Padova | Italia | 1953 - 1956 |